# آئین تگورایت
آئین تگورایت یک شهرداری در الجزایر است که در استان تی‌پازه واقع شده‌است.